# Fecskefarkú szalakóta
A fecskefarkú szalakóta (Coracias abyssinicus) a madarak osztályának szalakótaalakúak (Coraciiformes) rendjébe és a szalakótafélék (Coraciidae) családjába tartozó faj.

## Rendszerezése
A fajt Johann Hermann francia zoológus írta le 1783-ben, Coracias abyssinica néven.

## Előfordulása
Benin, Bissau-Guinea, Burkina Faso, Csád, Elefántcsontpart, Eritrea, Etiópia, Gambia, Ghána, Guinea, Jemen, Kamerun, Kenya, a Kongói Demokratikus Köztársaság, a Közép-afrikai Köztársaság, Libéria, Mali, Mauritánia, Niger, Nigéria, Szaúd-Arábia, Szenegál, Sierra Leone, Szudán, Togo és Uganda  területén honos.
Természetes élőhelyei a szubtrópusi és trópusi száraz erdők, gyepek, szavannák és cserjések, édesvízi mocsarak környékén, valamint legelők, szántóföldek, vidéki kertek és városi környezet. Vonuló faj.

## Megjelenése
Testhossza 31 centiméter, testtömege 99-140 gramm. Tollazata nagy része kék, a háta barna.
|  |  |

## Szaporodás
Fészekalja 3-6 tojásból áll.

## Természetvédelmi helyzete
Az elterjedési területe rendkívül nagy, egyedszáma pedig növekszik. A Természetvédelmi Világszövetség Vörös listáján nem fenyegetett fajként szerepel.